# GDTR
GDTR, Gravity Defied - Trial Racing, är ett  mobilspel, utvecklat av Codebrew Software, där man på kortast tid skall ta sig igenom olika trial-banor på olika motorcyklar. Fysiken i spelet gör att det känns väldigt realistiskt.

## Gravity Defied
Det finns trettio banor varav tio är "easy", tio är "medium" och tio är "pro. Det finns också fyra olika motorcyklar och för varje nivå du klarar får du en högre cubik (cc). När du klarat dig igenom dessa banor gäller det att få så bra tider som möjligt.
GDTR finns även i Pro-version, med fler och svårare banor.